# 国鉄シワ115形貨車
国鉄シワ115形貨車（こくてつシワ115がたかしゃ）は、大正天皇の即位の礼で用いられる儀典用の馬車を輸送するため、1915年（大正4年）に鉄道院（国鉄）により製造された有蓋貨車（車運車）である。

## 設計
1915年に大正天皇の即位の礼が行われる際に、用いられる儀典用馬車を輸送するために宮内省の所有として、同年鉄道院大宮工場で24両が製造された。当初はシワ115形という形式で、シワ115 - シワ138の番号が与えられた。この「シワ」という形式は、車運車の記号として新たに定められたものであった。これ以前にも車運車と呼ばれる車は存在しており、明治時代には馬車輸送用の貨車が記号キで、鉄道車両を載せる無蓋車が記号「シヤ」であった。これらは無蓋車であったが、シワ115形は有蓋車であり、後の車運車が無蓋車であることと異なっている。
全長は7,843mm、全幅は2,635mm、全高は3,841mmで、自重は8.3tから8.9tで、荷重は当初無しの扱いであった。ブレーキは側ブレーキのみで、走り装置は一段リンク式である。
馬車の搭載のために車両限界一杯まで拡大された車体であった。搭載は妻側から行われ、観音開き式の扉が妻面に設置されていた。この扉を閉じた後、筋交いを内側に2本入れることで車体の強度を補っていた。側面は、両端に人が出入りできる小さな扉が1つずつ付いており、その間には採光用の窓が2つ付けられていた。またこの窓の上下に通風孔と覆いが付けられていた。車内は木製で、床面に馬車の車輪を案内する溝が付けられており、搭載後馬車をジャッキアップして固定するようになっていた。さらにシワ117は、天皇が皇居と東京駅、京都駅と京都御所の間で乗車する特別儀装馬車を搭載するため、鳳凰の飾りを入れた箱を搭載できるようになっており、また警護人用の椅子が設置されていた。

## 運用
1915年の大正天皇の即位の礼の行幸に合わせる形で、10月28日から11月29日まで汐留、名古屋、梅小路、山田、畝傍の間で運行された。列車は1両から11両のシワ115形を使い、他に様々な車種を連結して運転された。

## 改造
即位の礼が終了した翌年、1916年度に全車が宮内省から鉄道院に移管された。その際に、宮内省の要望により7両が馬車を輸送できる車運車として残され、他の17両は一般の有蓋車に改造された。

### シワ100形 - ク50形
車運車として残されたのは、シワ115、シワ117 - シワ120、シワ126、シワ128で、これらはシワ100形に形式が変更されてシワ100 - シワ106となった。荷重は13 トンとされた。改造されて側面の窓と扉が撤去され、通常の有蓋車のように引き戸が設置された。この引き戸は、通常の有蓋車のように外側に扉が付いているものではなく、内側に取り付けられている異例のもので、既に車両限界ぎりぎりでこれ以上外に新たなものを取り付けることができなかったものと推定されている。
1928年（昭和3年）の形式称号規程改正によりク50形になり、ク50 - ク56となった。同年の昭和天皇の即位の礼では、老朽化が激しくて使えなかったため、新たにクム1形が製造されて用いられた。1930年（昭和5年）に妻面の観音開き扉を撤去する改造が行われて通常の有蓋車となり、ワ21100形に編入された。

### ワ19880形 - ワ21100形
シワ100形となった以外のシワ115形は、一般有蓋車としてワ19880形に改造され、ワ19880 - ワ19896となった。これは1928年形式称号規程改正でワ21100形となり、ワ21100 - ワ21116となった。この後、1930年にク50形から改造されてワ21100形に編入された車両がワ21117 - ワ21123となっている。

## 運用終了
昭和20年代に大半のワ21100形が廃車となった。1両のみ、ワ21106は1960年（昭和35年）まで残り、鷲別機関区で職員輸送車両となっていた。ワ21115は1948年（昭和23年）に三池鉄道に払い下げられてユト26になったとされているが、後年のユト26の形態から、車両が振り替えられている可能性を指摘されている。